# Argenteuil (quận)
Quận Argenteuil là một quận của Pháp, nằm ở tỉnh Val-d'Oise, ở vùng Île-de-France. Quận này có 7 tổng và 7 xã.

## Các đơn vị hành chính

### Các tổng
Các tổng của quận Argenteuil là: 
1. Argenteuil-Est
2. Argenteuil-Nord
3. Argenteuil-Ouest
4. Bezons
5. Cormeilles-en-Parisis
6. Herblay
7. Sannois

### Các xã
Các xã của quận Argenteuil, và mã INSEE là: 
| 1. Argenteuil (95018)          | 2. Bezons (95063)                  | 3. Cormeilles-en-Parisis (95176) | 4. Herblay (95306) |
| 5. La Frette-sur-Seine (95257) | 6. Montigny-lès-Cormeilles (95424) | 7. Sannois (95582)               |                    |